# Santa Inés Uno
Santa Inés Uno är en ort i Mexiko.   Den ligger i kommunen Hermosillo och delstaten Sonora, i den nordvästra delen av landet, 1 600 km nordväst om huvudstaden Mexico City. Santa Inés Uno ligger 72 meter över havet och antalet invånare är 804.
Terrängen runt Santa Inés Uno är platt. Runt Santa Inés Uno är det ganska glesbefolkat, med 45 invånare per kvadratkilometer. Santa Inés Uno är det största samhället i trakten. Omgivningarna runt Santa Inés Uno är i huvudsak ett öppet busklandskap.